# Campins
Campins – gmina w Hiszpanii, w prowincji Barcelona, w Katalonii, o powierzchni 7,42 km². W 2011 roku gmina liczyła 496 mieszkańców.